# Wattwiller (marque)
Pour les articles homonymes, voir Wattwiller (homonymie).
 (juin 2015).
Si vous disposez d'ouvrages ou d'articles de référence ou si vous connaissez des sites web de qualité traitant du thème abordé ici, merci de compléter l'article en donnant les références utiles à sa vérifiabilité et en les liant à la section « Notes et références ».
Wattwiller est une marque d'eau minérale nommée en référence à Wattwiller dans le Haut-Rhin. L’eau minérale Wattwiller est issue de la source Artésia[réf. nécessaire].

## Historique
En 1741, Friedrich Bachers, médecin et physicien en vante les vertus[réf. nécessaire].
Au XIXe siècle, l'eau de Wattwiller est utilisée pour des cures thermales. En 1850, sur avis de l'Académie nationale de médecine, un arrêté ministériel reconnaît les bienfaits des eaux de Wattwiller[réf. nécessaire].
En 1924 Jean-Baptiste Deiber, aubergiste à Wattwiller, commercialise une eau pétillante sous le nom de Lithia. À sa mort en 1944, sa fille Jeanne Deiber poursuit la production jusqu'en 1974.
En 1992, une nouvelle usine d'embouteillage est construite par la société Grandes sources de Wattwiller ; la commercialisation commence en 1993.
En 2004, la société est rachetée par le groupe belge Spadel. En 2008, deux eaux gazeuses sont lancées. En 2016, l'entreprise finalise un investissement de 800 000 € pour son unité de stockage.

## Composition analytique

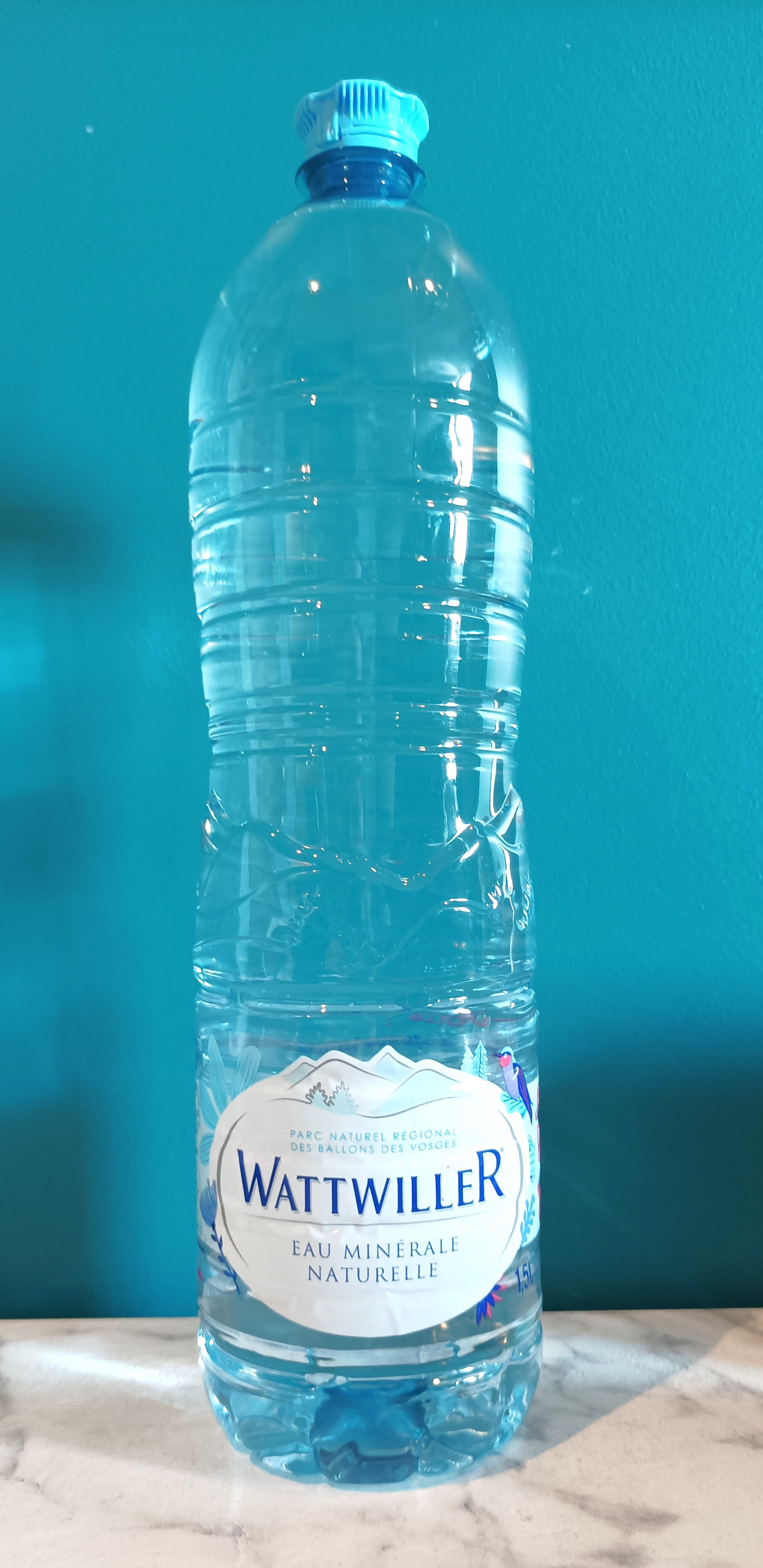
Eau minérale Wattwiller, 1,5 L., conditionnement année 2025.

Résidu sec à 180 °C : 155 mg/L
| Éléments                | Proportion en mg/L |
| ----------------------- | ------------------ |
| Calcium (Ca2+)          | 35                 |
| Magnésium (Mg2+)        | 11                 |
| Sodium (Na+)            | 3                  |
| Sulfates (SO42−)        | 24                 |
| Bicarbonates (HCO3−)    | 135                |
| Potassium               | 1                  |
| Nitrate                 | 0                  |
| Nitrite                 | 0                  |
| Fluor                   | 0,5                |
| Autres caractéristiques |                    |
| pH                      | 7,5                |
| Conductivité            | 276 µS/cm          |
| Résistivité             | 36,23 Ω m          |
| Dureté                  | 13 °f              |
| Source Artesia          |                    |